# Iglesia de Nuestra Señora del Pilar (Berbedel)
La iglesia de Nuestra Señora del Pilar en Berbedel es un templo barroco construido en el siglo XVII.

## Historia
El templo tuvo origen como capilla del palacio anexo, que terminó de construirse en febrero de 1646, mismas fechas que el templo tal y como confirma la inscripción en el interior del mismo y dentro de la primera fase de construcción de la propia de población de Berbedel.
La iglesia de Berbedel no contaba ninguna asignación ya que los diezmos que esta recogía iban a parar al convento de los agustinos de Urrea de Jalón y que posteriormente se trasladó a Épila, a través de la iglesia de Salillas que asumió las tareas del registro parroquial al considerarse la de Berbedel como aneja a esta, estando regida por un capellán mantenido por el conde, que estaba autorizado para realizar bautizos, comuniones y demás oficios con la condición de inscribirlos en el registro parroquial de Salillas.

## Descripción
El templo, de pequeño tamaño debido a su origen como capilla palaciega, está construido con mampostería a excepción de la portada, que está construida con sillares y es de planta rectangular con contrafuertes en los ángulos. 

### Exterior
El arco de ingreso está rematado por un ático con un frontón recto y partido con pináculos donde se ubica un escudo heráldico de la casa Urrea con una inscripción:

IHS . MISERERE . MEI . IN . QUO . EST . SALUS . ET . VITA . PER . QUEM . SALVATIS . SUMUS . REIS . O . DOMA . VENIAM
¡Jesús! En quien está la salvación y la vida, por quien hemos sido salvados, ten compasión de mí. ¡Señora! Perdona a los pecadores

Sobre el frontón se ubica un óculo de pequeño tamaño sobre el cual a su vez se encuentra una espadaña de doble ojo en el centro mientras que en la esquina derecha se encuentra la torre poligonal, construida en el 1825 y dotada de campanas por la entonces condesa viuda Inés Garcés de Marcilla.

### Interior
En su interior consta de una nave de tres tramos cubiertas con bóvedas de cañón de lunetos separadas por arcos que apean en pilastras adosadas al muro y el único arco apoya en cartelas.
Dentro se encuentra el coro alto que se apoya sobre dos columnas de madera estriadas de forma helicoidal, espacio para los fieles y presbiterio con un acceso a la sacristía y sobre el cual se abre la tribuna, comunicada con el salón del palacio y que cuenta con un balcón con celosías entre pilastras coronado por un remate heráldico entre hojarasca.
La decoración interior es sobria, limitándose a una cornisa en gris y blanco, con lazo y puntas de diamante que se repite con el arco de la cabecera y los marcos de las ventanas, donde destaca la ventana del presbiterio que está entre pilastras y dentro de un frontón curvo partido con un escudete. 
En la parte alta del coro se encuentra una inscripción que conmemora al finalización del edificio y su ejecutor:

SIENDO SEÑOR DE BERBEDEL EL SEÑOR DON FRANCISCO GONZÁLEZ DE URREA SE ACABÓ ESTA IGLESIA EN FEBRERO 1646

#### Retablo Mayor
Se trata de un retablo del taller de Juan Miguel Orliens realizado a mediados del siglo XVII, siendo seguramente realizado en el mismo momento de la finalización de la iglesia. relieve hecho con madera dorada y policromada, constando de cuatro plintos en donde se representa a Santa Águeda, Santa Bárbara, Santa Apolonia y Santa Lucía, entre los cuales hay bajorrelieves donde están representados el Nacimiento de Jesús, San Juan Bautista, Cristo con la Forma, San Juan Evangelista y el Nacimiento de la Virgen.
Cuatro columnas entorchadas sostienen un entablamento que está partido en la calle central del cuerpo, que a su vez tiene una hornacina pintada de flores en el fondo y en la que se halla una imagen de la Virgen del Pilar, mientras que en la calle de la izquierda hay una talla de San Francisco Javier y encima, un relieve con el martirio de San Andrés y en la calle de la derecha tiene una talla de San Antonio de Padua, con el martirio de San Sebastián en la parte superior.
En el remate hay tres capillas entre columnas coronadas por frontones y con pirámides en los extremos donde se encuentran las imágenes de San Nicolás de Bari, la Anunciación y San Felipe Neri. 

#### Retablo de la Anunciación
Se trata de un retablo del siglo XVI de estilo proto renacentista y de factura simple, realizado en madera sobredorada compuesto por tres calles, banco, cuerpo de único piso, ático y polsera decorada con candelieri y pinturas heráldicas de Antonio Ximénez de Urrea, I conde de Berbedel e incluye pinturas de mediados del siglo XVI, de taller aragonés. 
El banco está dividido en cinco casas que de izquierda a derecha representan bustos de San Esteban, San Jerónimo, San Francisco de Asís, Santiago y San Cristóbal, mientras que en la calle central se representa la Anunciación del ángel a la Virgen rematada por la Adoración de los Magos, mientras que en la calle lateral derecha presenta a Santa Bárbara y Santa Margarita de Antioquía, coronada por la tabla de San Antón Abad y San Roque y en la calle de la izquierda se representa el abrazo a las puertas del templo entre Santa Ana y San Joaquín, sobre la cual están colocados San Juan Bautista y San Esteban.

#### Otros retablos y obras
Además de la decoración pictórica de los retablos el templo cuenta con varias obras como un retablo portátil del siglo XVII del taller de Miguel de Orliens dedicado la Flagelación con basamento liso, columnas corintias y decoración de grutesco con un entablamento con putti y hojarasca rematado con un frontón curvo partido con un blasón en el centro, donde se representa en relieve la Flagelación. 
Otros lienzos de motivo religioso ubicados dentro de la iglesia son el cuadro ubicado sobre la puerta de la sacristía: un lienzo pintado al óleo en el que se representa la Sagrada Parentela del siglo XVII.